# Герберт Ріхтер (унтер-офіцер)
Герберт Ріхтер (нім. Herbert Richter; 20 квітня 1915, Відень - ???) - військовослужбовець вермахту, унтер-офіцер.

## Біографія
21 грудня 1941 року поступив на службу в 5-ту роту 18-го запасного гірського дивізіону зв'язку, розміщений у Зальцбурзі. 1 жовтня 1942 року переведений у 416-ту роту зв'язку.

## Звання
- Обер-функер (21 грудня 1941)
- Єфрейтор (1 жовтня 1942)
- Унтер-офіцер (1 липня 1943)

## Нагороди
- Медаль Воєнних заслуг (1 травня 1942)
- Хрест Воєнних заслуг 2-го класу з мечами (1 вересня 1943)
- Нагрудний знак «За поранення» в чорному (18 грудня 1944)
- Залізний хрест 2-го класу  (26 грудня 1944)